# Gordon R. Sullivan

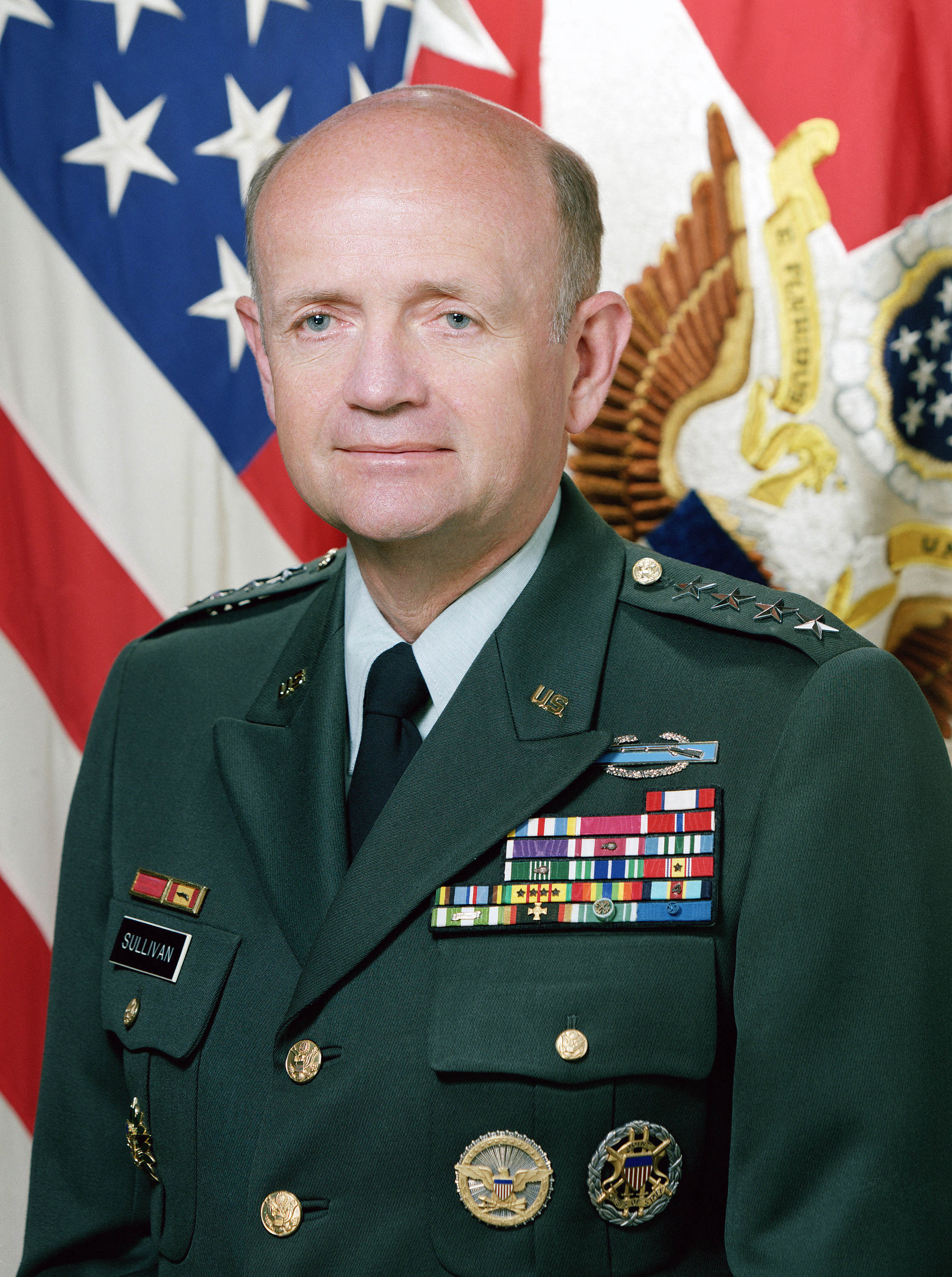
General Gordon Sullivan (1992)

Gordon Russell Sullivan (* 25. September 1937 in Boston, Massachusetts; † 2. Januar 2024) war ein General der United States Army.

## Biografie
Nach dem Schulbesuch studierte er Geschichte an der Norwich University und schloss dieses Studium 1959 mit einem Bachelor of Arts (B.A. History) ab. Anschließend trat er in die US Army ein und war 1969 Absolvent des Command and General Staff College sowie später des Army War College. Er absolvierte außerdem ein Postgraduiertenstudium der Politikwissenschaften an der University of New Hampshire, das er 1974 mit einem Master of Arts (M.A. Political Science) beendete.
1983 bis 1985 war er Stellvertretender Kommandant der US Army Armor School in Fort Knox. Nach einer Verwendung als Stellvertretender Kommandant des Command and General Staff College von 1987 bis Juli 1988 war er im Anschluss als Generalmajor bis Juli 1989 Kommandeur der 1. US-Infanteriedivision „The Big Red One“ in Würzburg. Danach wurde er Stellvertretender Chef des Heeresstabes für Operation und Planung. Zwischen 1990 und 1991 war er Vice Chief of Staff of the Army, ehe er anschließend vom 21. Juni 1991 bis zum 20. Juni 1995 als General Chief of Staff of the Army und damit der ranghöchste Offizier der United States Army wurde. 1995 trat er in den Ruhestand.
Nach seinem Ausscheiden war er der US-Armee weiter verbunden als Vorstandsmitglied des Institute for Defense Analyses sowie seit 1998 als Präsident und Chief Operating Officer (COO) der Association of the US Army. Sullivan ist darüber hinaus Mitglied des Aufsichtsrates von Newell Rubbermaid sowie Vorsitzender des Kuratoriums (Trustee Chairman) der Norwich University.
1996 war er neben Michael V. Harper Coautor des Buches „Hope Is Not A Method“.

## Auszeichnungen
Auswahl der Dekorationen, sortiert in Anlehnung der Order of Precedence of the Military Awards:
- Defense Distinguished Service Medal
- Army Distinguished Service Medal (2 ×)
- Defense Superior Service Medal
- Legion of Merit
- Bronze Star
- Purple Heart
- Meritorious Service Medal (2 ×)
- Joint Service Commendation Medal
- Army Commendation Medal
- Army Achievement Medal
- National Defense Service Medal (2 ×)
- Vietnam Service Medal (5 ×)
- Ehrenkreuz der Bundeswehr in Gold
- Offizier des französischen Nationalverdienstordens